# ماركترييه

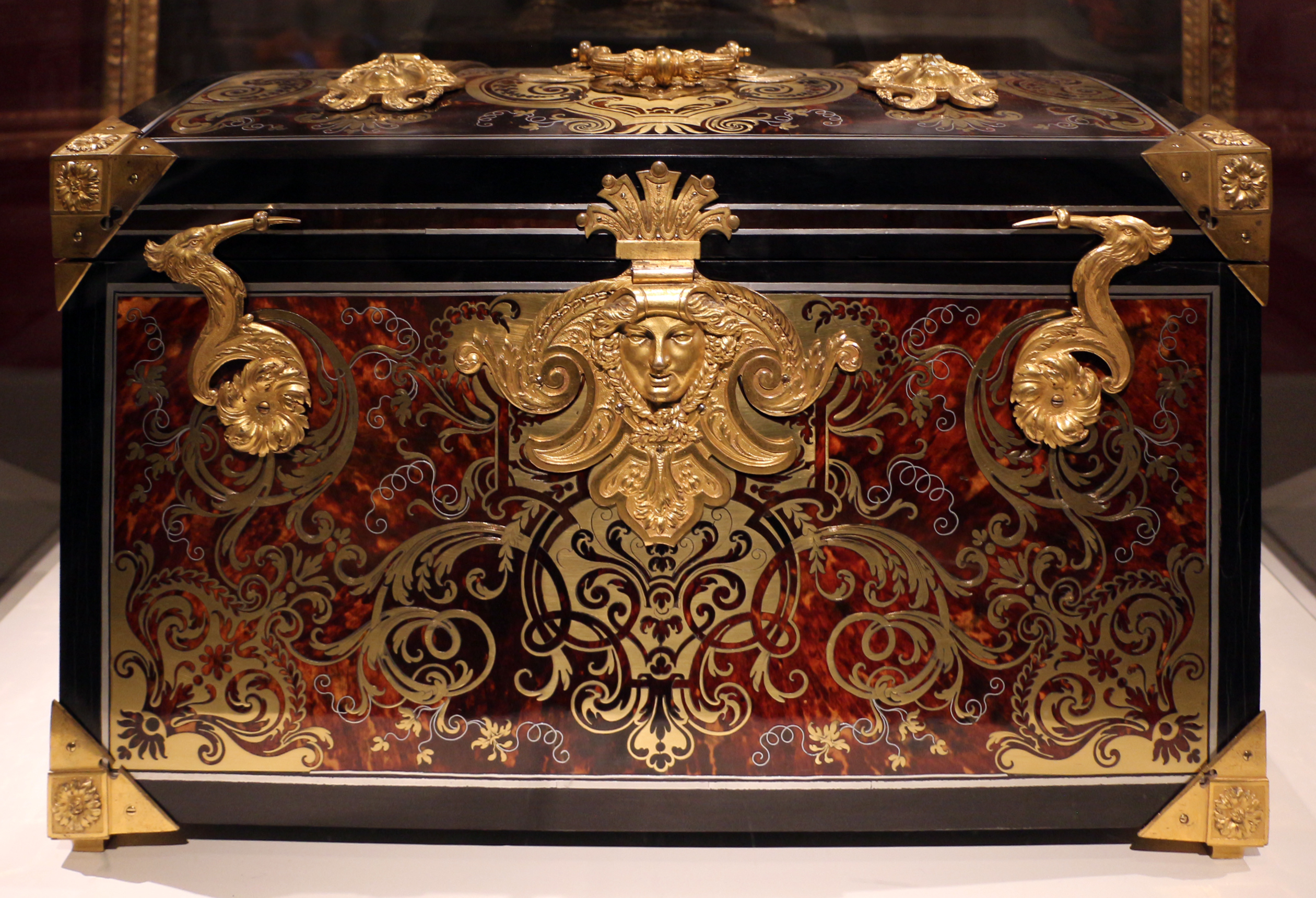
نعش يعود لأوائل القرن الثامن عشر ، منسوب إلى أندريه تشارلز بول ، تظهر فيه بوضوح الزخرفة الخشبية. معهد الفنون في شيكاغو

التطعيم أو ماركترييه هي زخارف تصنع من رقائق خشبية تقص بماكينة مخصصة وفق طابعة مرسومة ومعدة مسبقاً على ورق ثم يعاد لصق هذه الزخارف مع القشرة التي تغطي الموبيليا لتظهر الموبيليا بألوان وأشكال زخرفية بديعة.
ماركترييه هو فن زخرفي عالي الجودة هو عبارة عن أشكال مرسومة يتم تقطيعها بواسطة ماكينة مخصصة لهذا العمل، ثم بعد دلك تجمع الأشكال التي تم تقطيعها بعد ما نقوم بتغير بعد القطع منها بالألوان أو بالحرق ويتم تجميعها ليعطى الشكل المطلوب.